# Сезонне мито
Сезо́нне ми́то — мито, що встановлюється для оперативного регулювання ввезення і вивезення окремих товарів на строк до чотирьох місяців залежно від сезону.
Воно може встановлюватися як ввізне чи вивізне. При цьому ставки мита, які передбачені Єдиним митним тарифом, не застосовуються. Загальний строк застосування сезонного мита не може перевищувати шести місяців протягом календарного року. Процедура запровадження сезонного ввізного мита та сезонного вивізного мита, а також ставки та строк їх дії встановлюються законами України.